# Edward Linfoot
Edward Linfoot   (Sheffield, 8 de juny de 1905 - Cambridge, 14 d'octubre de 1982) va ser un matemàtic anglès.
Linfoot va estudiar al Balliol College de la universitat d'Oxford, en la qual es va doctorar el 1928 amb una tesi sobre funcions quasi-periòdiques. Després de fer estudis post-doctorals a les universitats de Göttingen i de Princeton, va tornar a Anglaterra per a ser professor a la universitat de Bristol. Mentre era a Bristol, potser influït per la Segona Guerra Mundial, la seva activitat de recerca es va anar inclinant des les matemàtiques pures cap a l'òptica, fins que el 1948 va ser nomenat sots directro del observatori i professor d'astronomia de la universitat de Cambridge, càrrecs que va mantenir fins que es va retirar el 1970.
La seva obra purament matemàtica consta d'una vintena d'articles, tots ells anteriors a 1939, entre els quals destaquen les seves col·laboracions amb Hans Heilbronn. En el període posterior va publicar dos llibres molt influents en el camp de l'òptica: Recent Advances in Optics (1955) i Fourier Methods in Optical Image Evaluation (1964).